# Khutulun
Khutulun, född cirka 1260, död cirka 1306, var en mongolisk prinsessa. Hon var dotter till Kaidu och kusin till Kublai khan och var berömd för sina färdigheter i stridsteknik, som hon uppvisade både i tävlingar och i fält, då hon åtföljde sin far och hans armé ut i krig.